# Get a Horse!
Get a Horse! (Тримай коня!) — короткометражний анімаційний фільм, вироблений Walt Disney Animation Studios 2013 року. Характерною ознакою картини стало: поєднання старої анімації студії, кінця 20-х років ХХ ст., із надсучасною 3D-графікою, а також архівні записи Волта Діснея, що озвучив Мікі-Мауса. Ця короткометражка стала новою появою Мікі у короткому мульті з 1995, а також представила Світу появу нового-старого персонажа — Освальда, щасливого кролика.

## Сцена
Початок — класичні фільми Діснея 20-х років XX століття. Чорно-біла анімація із «зістареною від часу плівкою», начеб то занурюєшся у старі, добрі часи. Наївні сюжети, характері для того часу, «примітивна» мультиплікація: Мікі з друзями та Мінні вирушають у подорож на возику з конячкою. Вся компанія співає та грає на музичних інструментах і взагалі розважаються, як і має бути. Проте з'являється Піт на своєму автомобілі отож й проблеми, що врешті-решт виходять за межі екрану.
Саме «екран» є основним «героєм» стрічки, завдяки вже сучасним методам анімації. Тримай коня! — варіант подорожі у "задзеркалля, чи то пак, «заекрання» старих фільмів та продовження історії в сучасності.

## Створення
Роботи над стрічкою розпочалася наприкінці 2011 року і тривали 18 місяців. Річ Мур (Rich Moore) запропонував Лорен Макмален, котра працювала у той час над стрічкою Ральф-руйнівник зняти новий фільм із Мікі Маусом у головний ролі.
Натомість, Лорен розвиває ідею про створення нової короткометражки у стилі старих стрічок компанії на самому початку її створення, та появи самого мишеняти. Вона зазначила, що, власне, цей стиль їй особливо подобається. Проте, прогрес не стоїть на місці, тому стрічка стала сумішшю кількох різноманітних стилів анімації: традиційної, мальованої 2D та поєднанням сучасних технологій 3D-графіки.
На початку планувалося взяти для реконструкції та озвучення картину Пароплав Віллі 1928 року, проте виконавчі продюсери Джон Лассетер та Майкл Маззано (Michele Mazzano) порадили не робити копію старого фільму. Отож сценарій переписали так, щоб можливо було підібрати діалоги під нього зі старих фільмів. Найбільшою проблемою стала фраза яку вигукував Мікі -«Червоний!», коли він потрапляє з екрана до залу й бачить себе у кольорі та в червоних шортах, оскільки перші фільми із Мікі Маусом були чорно-білі, тому кольори не грали ролі у діалогах. До голосу Волта Діснея, що озвучив Мікі, в остаточний варіант стрічки увійшли архівні голоси озвучування Біллі Блетчера (Billy Bletcher) — Піт і Марселіт Ґарнер (Marcellite Garner) — Мінні Маус. Піта також озвучували Вілл Раян та Руссі Тайлор — Мінні. Також вперше, після повернення до Діснея, з'являється у фільмі кролик Освальд.
Частиною команди, яка займалася створення мальованої анімації керував Ерік Ґолдберг (Eric Goldberg) — іншою, комп'ютерною Адам Ґрін (Adam Green).

## Ролі озвучували
- Волт Дісней — Мікі Маус[5]
- Марселла Ґарнер (Marcellite Garner), Рассі Тейлор (Russi Taylor)[6] — Мінні Маус
- Біллі Блетчер (Billy Bletcher), Вілл Раян (Will Ryan)[6] — Піт[7]
- Реймонд С.Персі (Raymond S.Persi) — автомобільний клаксон[8]

## Прем'єра
Перший показ короткометражної стрічки, відбувся 11 червня 2013 року на фестивалі анімації у французькому місті Ансі, згодом — 9 серпня 2013, його презентували американському глядачеві у місті Анахайм Каліфорнія. Офіційна прем'єра короткометражки відбувається 27 листопада того-ж року в день виходу повнометражної стрічки Компанії Дісней — Крижане серце.